# NGC 949
NGC 949 ist eine spiralförmige Zwerggalaxie vom Hubble-Typ Sb im Sternbild Dreieck am Nordsternhimmel. Sie ist schätzungsweise 32 Millionen Lichtjahre von der Milchstraße entfernt und hat einen Durchmesser von etwa 25.000 Lichtjahren.

Gemeinsam mit u. a. den Galaxien NGC 891, NGC 925, NGC 959, NGC 1003, NGC 1023, NGC 1058 und IC 239 bildet sie die NGC 1023-Gruppe.
Das Objekt wurde am 21. September 1786 von dem Astronomen William Herschel entdeckt.